# Sclerogaster hysterangioides
Sclerogaster hysterangioides är en svampart som först beskrevs av Tul. & C. Tul., och fick sitt nu gällande namn av Zeller & C.W. Dodge 1935. Sclerogaster hysterangioides ingår i släktet Sclerogaster och familjen Sclerogastraceae.   Inga underarter finns listade i Catalogue of Life.